# Fundación Arquitectura y Sociedad
La Fundación Arquitectura y Sociedad (Pamplona, 2008) es una entidad cultural española, con sedes en Pamplona y Madrid, dedicada a promover el conocimiento de la arquitectura así como investigar sus interacciones con la sociedad.

## Historia
La Fundación Arquitectura y Sociedad es una organización sin ánimo de lucro y con proyección pública nacional e internacional. Se creó en el año 2008 bajo la batuta de Francisco Mangado que impulsó la Fundación para promover actividades que pongan de relieve las relaciones sustanciales que existen entre la arquitectura y la sociedad.
La Fundación tiene sedes en Madrid y Pamplona. Desde estas bases la Fundación trabaja para que la arquitectura responda a las necesidades sociales de cada época, ligando arquitectura y sociedad con el objeto de superar las barreras endogámicas de los expertos en arquitectura o los expertos en sociología o urbanismo. La arquitectura como hecho físico que se materializa en entornos físicos, rurales, urbanos o naturales, implica utilizar el territorio, el espacio global que la sociedad puede decidir cómo utilizar. Compartir los retos de utilización de los recursos, del espacio físico, dentro de las preocupaciones sociales de cada momento histórico: los objetivos de desarrollo sostenible, el desarrollo territorial y planificación urbana, la cooperación y dinámicas sociales.
La gestión de la Fundación se realiza desde un equipo coordinado por la Dirección, con el apoyo de un patronato de expertos y colaboradores interdisciplinares. Desde 2018 la Directora de la Fundación es la arquitecta Gloria Gómez Muñoz. Entre los miembros del patronato figuran Carlos Solchaga como presidente, Francisco Mangado Beloqui como patrono fundador, y entre otros patronos destacar a Félix Arranz, María Corral López-Dóriga, Ángela García de Paredes, Maite Rodríguez Fraile o Beatriz Corredor. Este Equipo interdisciplinar de profesionales trabaja coordinado para mediar y gestionar los recursos en las actividades que la Fundación realiza en consonancia con sus estatutos y las directrices consensuadas en los órganos gestores.

## Actividades
Entre las actividades que realiza la Fundación Arquitectura y Sociedad destacar el Congreso Internacional Arquitectura y Sociedad, realizado cada 2 años desde 2010. Hasta febrero de 2021 se han realizado cinco congresos internacionales celebrados en el Baluarte de Pamplona, con la participación de profesionales internacionales, arquitectos, historiadores y críticos. El objetivo del Congreso Internacional es investigar los vínculos entre la arquitectura, la sostenibilidad, los recursos naturales, la optimización de materiales y energía en los contextos económico sociales de cada momento.
Dado que en marzo de 2020 se declaró el estado de alarma por la pandemia de la COVID-19, se aplazó la celebración de la sexta edición del Congreso Internacional Arquitectura y Sociedad. Este sexto Congreso está a la espera de nueva fecha y tendrá por título La ciudad que queremos.
Entre los participantes a los cinco Congresos realizados en 2010, 2012, 2014, 2016 y 2018, arquitectos consolidados, nuevos arquitectos emergentes, académicos y destacados profesionales de todas las disciplinas. El quinto congreso, realizado en 2018 se dedicó por primera vez a la ciudad, con el título ‘Menos arquitectura, más ciudad’.
En febrero de 2021 se realizó el ciclo de conferencias Arquitectura e Industria 2021 bajo el título Oficio con sentido.